# Elkopott értékek
Az Elkopott értékek (eredeti cím: Attrition) 2018-as amerikai akciófilm, melyet Mathieu Weschler rendezett. A főbb szerepekben Steven Seagal, Rudy Youngblood, Siu-Wong Fan, Kat Ingkarat, Ting Sue és Kang Yu látható.

## Cselekmény
Axe, akit a különleges erők ügynökeként erőszakos múltja kísért, Thaiföldre emigrál, és áttér a buddhizmusra. Egy faluban él, ahol akupunktúrásként és harcművészetek gyakorlójaként dolgozik, de egy nap Axe-t felkeresi egy bizonyos Yuen úr; Yuen könyörög neki, hogy mentse meg legidősebb lányát, Tarát, akit elrabolt a QMom által vezetett emberkereskedő banda. Axe  beleegyezik a feladatba, és összeállít egy csapatot, amely Chen Man üzletemberből, valamint a volt ügynöktársaiból, Yinyingből, Infidelből, Hollywoodból és Scarecrowból áll.
Egy Monglában lévő orvosi rendelőben Axe szembekerül QMom jobbkezével, Black Claw Ma-val, de gyorsan kiüti őt. Ezután Axe csapata rajtaüt QMom éjszakai klubján, és Chen Man végez Fekete Karomával, aki egy fejszés és kardos harcban végez vele. Axe megmenti Tarát és megöli QMomot egy széles karddal. A film végén Axe monológot mond a hagyományos értékek eróziójáról és az ázsiai harcművészetek romlásáról.

## Szereplők
| Szereplő        | Színész          | Magyar hang         |
| --------------- | ---------------- | ------------------- |
| Axe             | Steven Seagal    | Rosta Sándor        |
| Chen Man        | Siu-Wong Fan     | Seszták Szabolcs    |
| Infidel         | Rudy Youngblood  |                     |
| Yinying         | Kat Ingkarat     | Miklós Eponin       |
| Hollywood       | Sergey Badyuk    | Faragó András       |
| Madárijesztő    | James P. Bennett | Szrna Krisztián     |
| Qmom            | Kang Yu          | Barabás Kiss Zoltán |
| Ma fekete karom | Cha-Lee Yoon     | Moser Károly        |
| Tara            | Ting Sue         | Laudon Andrea       |
| Sifu mester     | Mei Sheng Fan    | Gardi Tamás         |